# Jorge Aguilar
Jorge Aguilar (* 8. Januar 1985 in Santiago de Chile) ist ein chilenischer Tennisspieler.

## Karriere
Aguilar versuchte sich zunächst an kleineren Turnieren der ITF Future Tour auf dem amerikanischen Kontinent. Im Januar 2003 schaffte er den Sprung ins Finale von El Salvador, wo er Alejandro Falla unterlag. Im Juni 2004 folgte ein weiteres Finale in den Vereinigten Staaten, dort unterlag der Michael Russell 3:6, 0:6. Im Januar 2005 gab er sein Debüt auf der ATP Challenger Tour in seiner Heimatstadt und schaffte dort auf Anhieb den Einzug ins Halbfinale. Im April musste er sich bei einem Future-Turnier abermals in einem Finale Juan Martín del Potro geschlagen geben. Sein erstes Endspiel außerhalb Amerikas erreichte Aguilar im Juni 2005 in Arad, dort unterlag er Lokalmatador Victor Crivoi 1:6, 2:6.
Im Januar 2006 gab der Chilene bei seinem Heimturnier in Vina del Mar sein Debüt auf der ATP Tour und besiegte in Runde eins seinen Landsmann Guillermo Hormazábal. In Runde zwei musste er sich Leoš Friedl geschlagen geben. Nach zwei weiteren Finaleinzügen gelang im August 2006 schließlich der erste Titel auf der Future-Tour in Mexiko, wo Aguilar ohne Satzverlust durch den Wettbewerb kam. Im November folgte ein weiterer Titel in Chile. Nun wurden Auftritte auf der Challenger Tour häufiger, doch nur selten kam Aguilar über die erste Runde hinaus.
Im Oktober 2007 gewann er ein weiteres Future in Chile, zwei Monate später wiederholte er diesen Triumph. Im Oktober 2008 konnte Aguilar ebenfalls zwei Turniere in seiner Heimat gewinnen, ein weiterer Titel folgte im November in Peru. Im Mai 2005 gewann er ein weiteres Turnier in Argentinien, im Jahresverlauf fügte Aguilar seiner Titelsammlung fünf weitere Future-Trofäen hinzu. Bei den French Open 2010 kämpfte er sich durch die Qualifikation, verlor dann aber in Runde eins gegen Tomáš Berdych in drei Sätzen. Am 9. Juli gab Aguilar sein Debüt im Davis Cup im Viertelfinale der Weltgruppe, wo er gegen Lukáš Dlouhý 6:1, 7:6 gewann. Insgesamt hat er dort eine Bilanz von 8:7. In seiner Karriere gewann er insgesamt 56 Future-Turniere, 22 im Einzel und 34 im Doppel sowie zwei Challenger-Turniere.
2015 gab Aguilar seinen Rücktritt vom Profisport bekannt.

## Erfolge
| Legende (Anzahl der Siege)                       |
| Grand Slam                                       |
| Tennis Masters Cup ATP World Tour Finals         |
| ATP Masters Series ATP World Tour Masters 1000   |
| ATP International Series Gold ATP World Tour 500 |
| ATP International Series ATP World Tour 250      |
| ATP Challenger Tour (2)                          |

### Doppel

#### Turniersiege
| Nr. | Datum          | Turnier      | Belag | Partner        | Finalgegner                              | Ergebnis |
| --- | -------------- | ------------ | ----- | -------------- | ---------------------------------------- | -------- |
| 1.  | 7. August 2011 | Trani        | Sand  | Andrés Molteni | Giulio Di Meo Stefano Ianni              | 6:4, 6:4 |
| 2.  | 20. April 2013 | Panama-Stadt | Sand  | Sergio Galdós  | Júlio César Campozano Alejandro González | 6:4, 6:4 |